# Gisela Stang
Gisela Stang (* 26. November 1969 in Hofheim am Taunus, Hessen) ist eine deutsche Politikerin (SPD). Von März 2023 bis Januar 2024 war sie Mitglied des Hessischen Landtags. Zuvor war sie bis zum 12. September 2019 für 18 Jahre Bürgermeisterin der Stadt Hofheim und von 2009 bis 2019 stellvertretende Landesvorsitzende der SPD Hessen. Außerdem gehört sie seit 2001 als Abgeordnete dem Kreistag des Main-Taunus-Kreises an und ist seit 2019 Vorstandsvorsitzende von Rhein.Main.Fair e.V. mit Sitz in Frankfurt am Main.

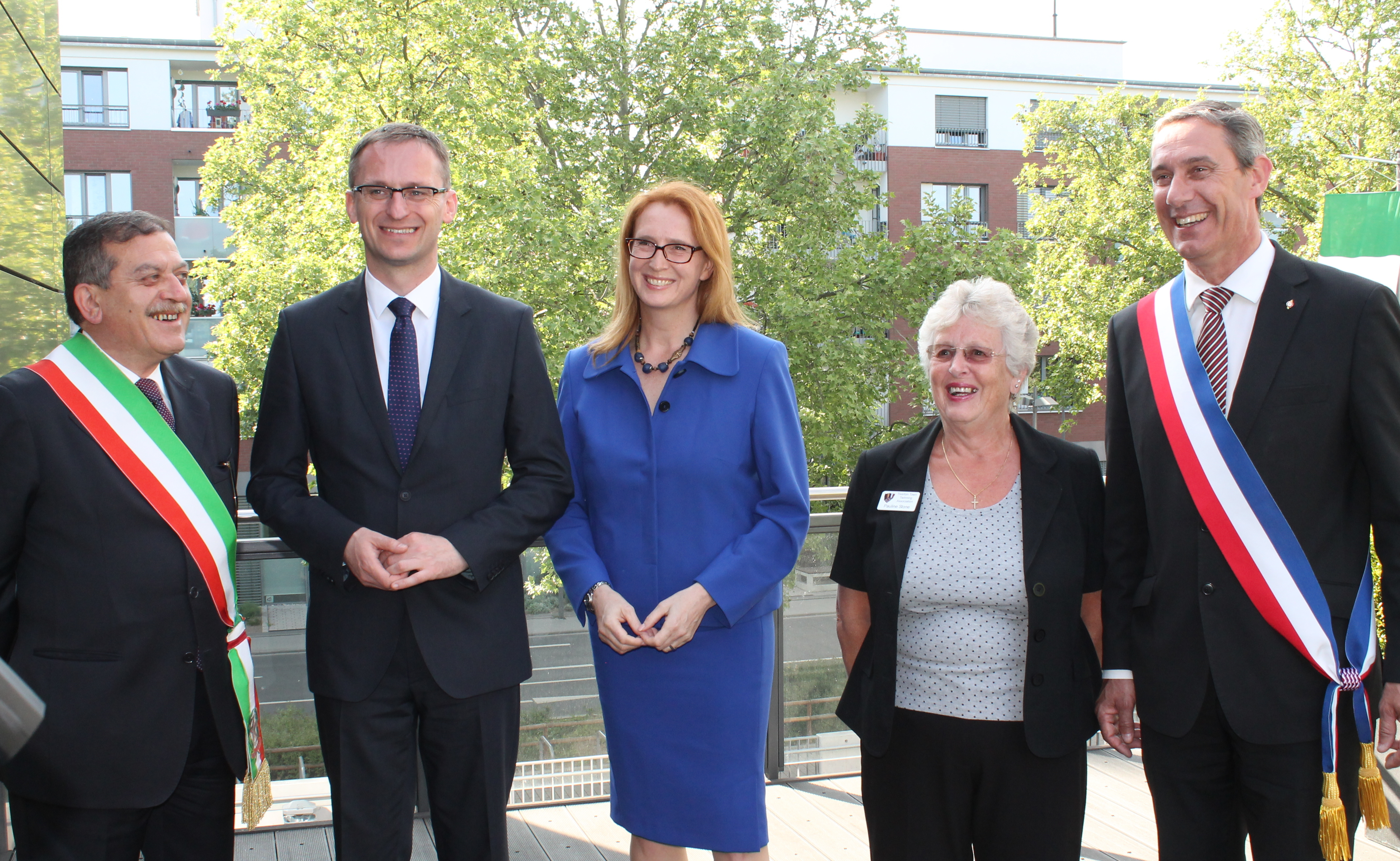
Gisela Stang (Mitte) bei einem Empfang am Hofheimer Rathaus im Jahr 2015.

## Ausbildung und Beruf
Gisela Stang wuchs in Hofheim am Taunus auf. Sie besuchte bis zur Mittleren Reife die Pestalozzi- und die Elisabethenschule in der Kreisstadt. An der Georg-Kerschensteiner-Schule in Bad Homburg legte sie im Jahr 1989 das Abitur mit Abschluss zur Mathematisch-Technischen Assistentin ab.
Es folgte ein Germanistik-Studium mit den Nebenfächern Soziologie und Politologie an der Johann Wolfgang Goethe-Universität Frankfurt am Main, das Stang erfolgreich als Magistra abschloss. Direkt im Anschluss absolvierte sie an der Universität von Kapstadt (Südafrika) ein Aufbaustudium mit den Schwerpunkten Wirtschaft und Marketing.
Nach ihrer Rückkehr nach Deutschland arbeitete Stang in der Kommunikationsabteilung einer deutschen Versicherung und im Anschluss als Projektleiterin für eine PR- und Marketingagentur in Frankfurt am Main. 1998 wurde sie persönliche Referentin der damaligen hessischen Ministerin für Wissenschaft und Kunst Christine Hohmann-Dennhardt.

## Politischer Werdegang und weiteres Engagement
Stang ist seit 1997 Mitglied der SPD.
Nach dem Regierungswechsel in Hessen 1999 schied Stang aus dem Landesdienst aus und wurde hauptamtliche wissenschaftliche Mitarbeiterin der SPD-Stadtverordnetenfraktion der Landeshauptstadt Wiesbaden für die Bereiche Planung, Bau und Verkehr, Umwelt, Gesundheit und Bürgerbeteiligung.
Bei der Bürgermeisterwahl in Hofheim im Jahr 2001 setzte sie sich mit 50,1 % der gültigen Stimmen gegen ihren Mitbewerber Gerd Czunczeleit (CDU) durch. Sie wurde damit am 13. September 2001 mit 31 Jahren die damals jüngste Bürgermeisterin in Hessen. Des Weiteren ist sie seit dem Zweiten Weltkrieg das erste Stadtoberhaupt, das nicht der CDU angehört und die erste Frau überhaupt in diesem Amt. Im Jahr 2007 gelang ihr im ersten Wahlgang die Wiederwahl gegen zwei Mitbewerber mit 52,0 % der Stimmen. Auch 2013 kandidierte Stang für dieses Amt und wurde mit 54,5 % der gültigen Stimmen wiedergewählt.
Stang war Sozialdezernentin und Kämmerin der Stadt Hofheim und hat in vielen sozialen Bereichen der Stadt Hofheim wichtige Strukturveränderungen vorgenommen. So wurde die außerschulische Betreuungsoffensive von ihr konzipiert und umgesetzt, die Öffnungszeiten der städtischen Kitas auf 17 Uhr verlängert, die Seniorenarbeit durch ehrenamtliche Netzwerkarbeit breiter aufgestellt und erstmals die Wahl eines Behindertenbeirats umgesetzt.
Seit 2001 ist Stang außerdem Abgeordnete im Kreistag des Main-Taunus-Kreises.
Im Jahre 2009 wurde sie mit 90,3 % der gültigen Stimmen erstmals zur stellvertretenden Landesvorsitzenden der SPD Hessen gewählt und zog sich 2019 aus dem Landesvorstand zurück.
Seit 2011 ist Stang, als ehrenamtliche Beigeordnete, Mitglied im Regionalvorstand des Regionalverbands FrankfurtRheinMain.

### Hessischer Landtag
Die SPD-Wahlkreisdelegiertenkonferenz des Wahlkreises 33 Main-Taunus West nominierte Stang im Februar 2018 einstimmig als Landtagskandidatin für die Landtagswahl in Hessen 2018. Der Inhaber des Mandates Axel Wintermeyer (CDU) war deutlicher Favorit und setzte sich auch bei der Wahl durch. Auf der Landesliste der SPD war sie auf Platz 26 aufgestellt. Aufgrund der unerwartet starken Verluste der SPD zog sie nicht direkt über die Landesliste in den Landtag ein. Bereits vorher hatte sie verkündet, sich nicht erneut als Bürgermeisterin der Stadt Hofheim zur Wahl zu stellen. Auch nach der Wahl erklärte Stang, ein Rücktritt vom Rücktritt als Bürgermeisterin käme nicht in Frage.
Nach der Mandatsniederlegung von Heinz Lotz rückte Stang zum 1. März 2023 in den Hessischen Landtag nach und vertrat die SPD-Fraktion im Hessischen Landtag im Kulturpolitischen Ausschuss und dem Unterausschuss für Heimatvertriebene, Aussiedler, Flüchtlinge und Wiedergutmachung im Hessischen Landtag der 20. Wahlperiode. Mit dem Ende der Wahlperiode im Januar 2024 schied Stang, die nicht erneut kandidierte, aus dem Hessischen Landtag aus.

### Rhein.Main.Fair e.V.
Stang ist Gründungsmitglied und seit 2019 Vorstandsvorsitzende von Rhein.Main.Fair e.V., einem Verein zur Förderung von globaler Gerechtigkeit und nachhaltiger Entwicklung auf kommunaler Ebene, mit dem Ziel, die Region Frankfurt-Rhein-Main zu einer fairen und nachhaltigen Metropolregion zu machen. Im Februar 2021 wurde das erste Vereinsziel erreicht und Frankfurt-Rhein-Main von TransFair Deutschland als faire europäische Metropolregion ausgezeichnet.

## Positionen
Stang nennt als Ziele verbesserte Bedingungen im sozialen Bereich und in der Kinderbetreuung. Sie nennt die Sechs-Stunden-Gebührenfreiheit in den Kitas eine „billige Kopie unserer Forderung, Kommunen und Eltern umfassend zu entlasten“.